# Teen Titans: Der Judas-Auftrag
Teen Titans: Der Judas-Auftrag (Originaltitel: Teen Titans: The Judas Contract) ist ein Direct-to-DVD, Superhelden Animationsfilm. Er ist der 28. Film in der Reihe aus dem Original DC-Universum. Die Rolle des Deathstroke war die letzte Rolle von Miguel Ferrer, der am 19. Januar 2017 an Krebs verstarb.

## Handlung
Der Superschurke Brother Blood plant einen Gotteskult um seine Person. Hierfür benötigt er die Teen Titans zur Absorbierung deren Superkräfte zu seinem Besitz. Teen-Titan-Mitglied Terra fungiert dazu als Doppelagentin und hilft bei der Auslieferung der Superhelden. Letztlich wurde ein Mitglied vergessen, Nightwing, dieser kann die Teen Titans befreien und gemeinsam können sie gegen Brother Blood und seinen Gehilfen Deathstroke vorgehen. Nach dem Einsturz des Kulttempels wird die leblose Terra als letzte aus den Trümmern geborgen.

## Synchronisation
| Rolle                                   | Englischer Sprecher  | Deutscher Sprecher   |
| --------------------------------------- | -------------------- | -------------------- |
| Damian Wayne / Robin                    | Stuart Allan         | Cedric Eich          |
| Jaime Reyes / Blue Beetle               | Jake T. Austin       | Jan Makino           |
| Raven                                   | Taissa Farmiga       | Lara Trautmann       |
| Dick Grayson / Nightwing                | Sean Maher           | Julien Haggége       |
| Tara Markov / Terra                     | Christina Ricci      | Luisa Wietzorek      |
| Garfield Logan / Beast Boy              | Brandon Soo Hoo      | Sebastian Fitzner    |
| Milagro Reyes / Koriand'r / Starfire    | Kari Wahlgren        | Leonie Dubuc         |
| Slade Wilson / Deathstroke              | Miguel Ferrer        | Klaus-Dieter Klebsch |
| Sebastian Blood / Brother Blood         | Gregg Henry          | Erich Räuker         |
| Bianca Reyes / Titan's Computer         | Maria Canals-Barrera |                      |
| Mother Mayhem                           | Meg Foster           | Sabine Winterfeldt   |
| Roy Harper / Speedy / Scientist         | Crispin Freeman      | Patrick Keller       |
| Karen Beecher / Bumblebee / Traci       | Masasa Moyo          | Kristina Tietz       |
| Kevin Smith                             | Kevin Smith          | Klaus Lochthove      |
| Wally West / Kid Flash / Bryce Peterson | Jason Spisak         | Sebastian Kluckert   |
| Alberto Reyes                           | David Zayas          |                      |

## Veröffentlichung
Im Januar 2017 wurden erste Bilder des Films von The Hollywood Reporter veröffentlicht. Der erste offizielle Trailer erschien zusammen mit einem Filmclip Anfang Februar 2017. Seine Premiere feierte der Film am 31. März 2017 auf der WonderCon in Los Angeles. Seine Internetveröffentlichung startete am 4. April 2017. Am 18. April 2017 folgte in den USA die Veröffentlichung auf DVD und Blu-ray Disc. Der deutsche Verkaufsstart war am 6. Juli 2017.

## Kritiken
Teen Titans: Der Judas-Auftrag wurde gespalten aufgenommen. Während einige ihn eher positiv bewerteten, kritisierten andere, dass es ohne Vorwissen schwierig sei, der Story überhaupt folgen zu können.

„Von allem etwas, aber nichts so richtig...; Neueinsteiger haben von vornherein keine Chance, sich hier zurechtzufinden, da der Film auf jegliche Einführungen verpasst...; ...der Animationsfilm ist typische Comic-Massenware.“